# رک و راست
رک و راست (انگلیسی: Frankly Speaking; کره‌ای: 비밀은 없어) یک مجموعه تلویزیونی محصول کره جنوبی در سال ۲۰۲۴ با بازی گو کیونگ پیو و کانگ هان نا است. این مجموعه از ۱ مه تا ۶ ژوئن ۲۰۲۴، روزهای چهارشنبه و پنجشنبه ساعت ۲۰:۵۰ (کی‌اس‌تی) از جی‌تی‌بی‌سی برای ۱۲ قسمت پخش شد. این مجموعه همچنین برای استریم در نتفلیکس در مناطق منتخب قابل دسترسی است.

## بازیگران

### اصلی
- گو کیونگ پیو در نقش سونگ کی بک[۶]
- کانگ هان نا در نقش اون وو جو[۶]

### مکمل
- جو جونگ هیوک در نقش کیم جونگ هون[۷]